# Willie Scott
Wilhelmina Scott é uma das personagens dos filmes Indiana Jones que aparece no segundo filme, Indiana Jones e o Templo Perdido.

## Sobre a personagem
Willie era uma consagrada cantora de uma boate de Xangai, mas quando Lao Che manda matar o professor Jones, Willie foge com ele e com uma rapaz chamado Short Round. Willie ajuda Indy a encontrar as Pedras de Shankara, que foram roubadas por Mola Ram, numas minas algures na Índia, onde é quase sacrificada pelos Tugue em honra à deusa Kali.
Após sua aventura com Indiana Jones, decidiu não acompanhá-lo em outras, retornando aos Estados Unidos para o Missouri, seu estado natal e possivelmente continuar sua carreira de cantora.